# Етцельсроде
Етцельсроде (нім. Etzelsrode) — громада в Німеччині, розташована в землі Тюрингія. Входить до складу району Нордгаузен.
Площа — 3,50 км2. Населення становить Невірний параметр metadata 16 062 006 ос. (станом на 31 грудня 2021).